# La Trinitaria

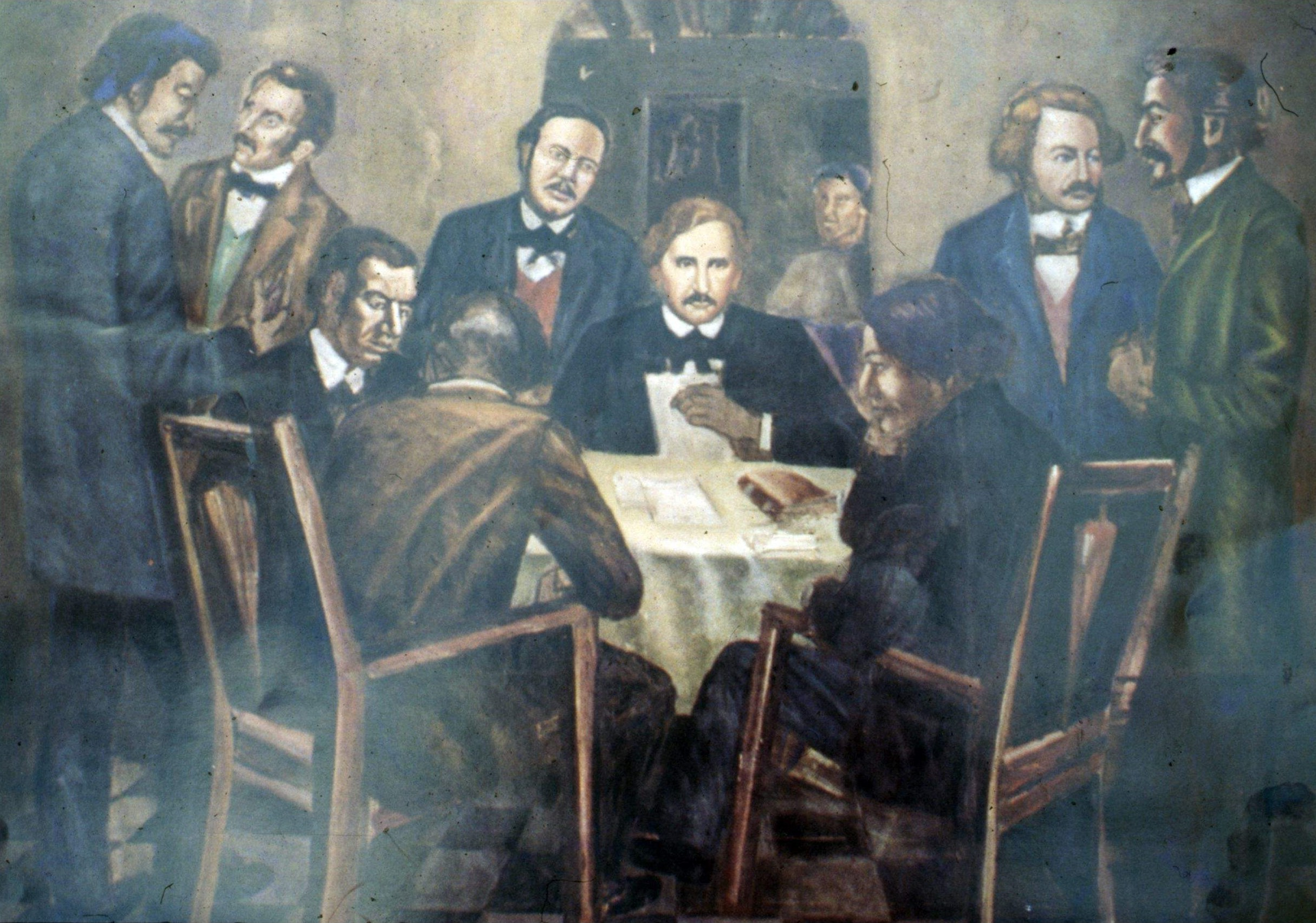
Representación de los trinitarios. En el centro, Juan Pablo Duarte da directrices para la lucha contra la invasión haitiana.

La Trinitaria fue una sociedad creada el 16 de julio de 1838 por Juan Pablo Duarte y otros dominicanos con el objetivo de realizar acciones tendentes a independizar la parte Este de La Española de la ocupación haitiana y formar el Estado independiente que llamarían República Dominicana. El nombre La Trinitaria le fue puesto en honor a la Santísima Trinidad, Padre, Hijo y Espíritu Santo[cita requerida]. El nombre la Trinitaria hace alusión al método de reclutamiento, en el cual cada uno tenía como misión reclutar a otros tres miembros adicionales, y estos a su vez no daban a conocer la identidad de los demás.

## Fundación de La Trinitaria
La fundación de la Trinitaria se llevó a cabo el lunes 16 de julio de 1838, a las 11 de la mañana, en la ciudad de Santo Domingo, calle del Arquillo —que luego se llamó Santo Tomás y actualmente calle Arzobispo Nouel—, número 255 en frente a la Iglesia Nuestra Señora del Carmen[cita requerida]. Era ésta la modesta casa de Doña Josefa Pérez de La Paz (Chepita) y su hijo el trinitario Juan Isidro Pérez. Se eligió ese día y hora porque habría una concurrida procesión, y Juan Pablo Duarte consideró que eso sería más conveniente para guardar el secreto que hacer la reunión en un lugar apartado o en horas de la madrugada.
En esa casa se reunió con ocho de sus amigos y dejaron establecida la Sociedad Secreta La Trinitaria. En esa memorable reunión, Duarte dijo a los presentes:

Estamos convencidos de que entre dominicanos y haitianos no hay fusión posible. Somos y seremos dos pueblos diferentes. Nuestro destino es ser independientes, absolutamente independientes. [...] Nuestra sociedad se llamará La Trinitaria porque se compondrá de grupos de tres y la pondremos bajo el amparo de la Santísima Trinidad. Nuestro lema: Dios, Patria y Libertad. [...] 
Amigos míos, estamos aquí para ratificar el propósito que habíamos concebido de conspirar y hacer que el pueblo se subleve contra el poder haitiano, a fin de constituirnos en Estado libre e independiente con el nombre de República Dominicana. La cruz blanca que llevará nuestra bandera dirá al mundo que el pueblo dominicano, al ingresar en la vida de la libertad, proclama la unión de todas las razas por los vínculos de la civilización y el cristianismo... La situación en que nos colocaremos será muy grave, y tanto más, cuanto que entrando ya en este camino, retroceder será imposible. Ahora bien, en este momento hay tiempo todavía de rehuir el compromiso. Por tanto, si alguno quisiera separarse...

En ese momento los presentes lo interrumpieron y le ratificaron su decisión de luchar por la proclamación de la República Dominicana. Fue entonces cuando Duarte extrajo de su bolsillo un pliego que todos debían firmar con su sangre; pero antes de ese solemne acto, los presentes tomaron el siguiente juramento, escrito por Duarte mismo:

En el nombre de la Santísima, Augustísima e Indivisible Trinidad de Dios Omnipotente, juro y prometo, por mi honor y mi conciencia, en manos de nuestro presidente Juan Pablo Duarte, cooperar con mi persona, vida y bienes a la separación definitiva del gobierno haitiano y a implantar una república libre, soberana e independiente de toda dominación extranjera, que se denominará República Dominicana; la cual tendrá un pabellón tricolor en cuartos encarnados y azules atravesado por una cruz blanca. Mientras tanto seremos reconocidos los Trinitarios con las palabras sacramentales Dios, Patria y Libertad. Así lo prometo ante Dios y el mundo. Si tal hago, Dios me proteja, y de no, me lo tome en cuenta; y mis consocios me castiguen el perjurio y la traición si los vendo.

Luego de haberse dicho el juramento, los trinitarios firmaron el pliego anteponiendo una cruz al nombre de cada cual. Duarte entonces dijo:

No es la cruz el signo del padecimiento; es el símbolo de la redención. Queda bajo su éjida constituida la Trinitaria, y cada uno de sus nueve socios obligado a reconstituirla, mientras exista uno, hasta cumplir el voto que hacemos de redimir la patria del poder de los haitianos.

### Los Trinitarios
El grupo de jóvenes que había reclutado Juan Pablo Duarte, reunía todo lo necesario para cubrir gastos para desplazarse a ciudades del interior a realizar labores de organización y de reclutamiento de personas para contribuir a aumentar cada vez más los adeptos al movimiento. Los nueve miembros fundadores estaban divididos en tres grupos, de ahí su nombre Trinitaria. Estos eran:
| - Juan Pablo Duarte - Juan Isidro Pérez - Pedro Alejandro Pina - Félix María Ruiz - José María Serra de Castro - Juan Alejandro Acosta | - Felipe Alfau - Juan Nepomuceno Ravelo - Benito González - Jacinto de la Concha |

Posteriormente, mediante un comunicado, se unieron al grupo Francisco del Rosario Sánchez, Matías Ramón Mella y Vicente Celestino Duarte.
Su propósito no era solo erradicar el gobierno haitiano, sino convertir la República Dominicana en un Estado libre e independiente de cualquier país extranjero.
Cuando hicieron el Juramento Trinitario, quedó claro que ellos formarían un nuevo Estado, que se llamaría República Dominicana, el cual tendría su pabellón tricolor, en cuartos, encarnados y azules, atravesados con una cruz blanca que simboliza la pureza.

## La Filantrópica
Los miembros de la sociedad "La Trinitaria" fundaron posteriormente La Filantrópica, la cual servía a los mismos objetivos, pero no era secreta, con el fin de adoctrinar y propagar las ideas nacionalistas. Estas reuniones públicas se realizaban en el hogar de Pedro Alejandrino Pina García ubicada en la calle que actualmente se llama Pedro A. Pina. El lema que utilizaron fue: “Paz, Unión y Amistad”.
La Filantrópica surgió luego de que se hubiese disuelto la sociedad secreta “La Trinitaria”, desintegración atribuida  a la actitud de Felipe Alfau, uno de los primeros integrantes de esta, con lo que se buscaba salvar sus vidas.[cita requerida]
Las sesiones de La Filantrópica eran públicas, y se pronunciaban “discursos”, que “algunos del pueblo se aplicaban a oír y algunas veces aplaudían con entusiasmo”, de los cuales, lamentablemente, no queda copia alguna.
La organización transformó el viejo edificio de "La Antigua Cárcel Pública" (hoy Museo de la Catedral) en un teatro capaz de recibir cómodamente a cientos de espectadores. Fue construido por un servidor patriota llamado Manuel Guerrero para poner en escena tragedia y comedias llamadas a despertar el espíritu patriótico.

## La Dramática
El teatro fue, por entonces, el medio para mantener vivo en el espíritu público la idea de la independencia después de 22 años de opresión.
Duarte conocía la comedia de las casas dramáticas para difundir los ideales revolucionarios porque oyó hablar, durante su estancia en Cataluña, del uso que se hizo en España del teatro para levantar el sentimiento nacionalista del pueblo contra la dominación francesa.
Fundaron entonces lo que se llamó La Dramática, en la cual casi todos los trinitarios hicieron el papel de actores. Mucha gente se divertía y a la vez aprendían a través de la representación de obras teatrales que ellos dirigían. Escenificaban la lucha de un pueblo por liberarse de un gobierno opresor.

## Otros usos

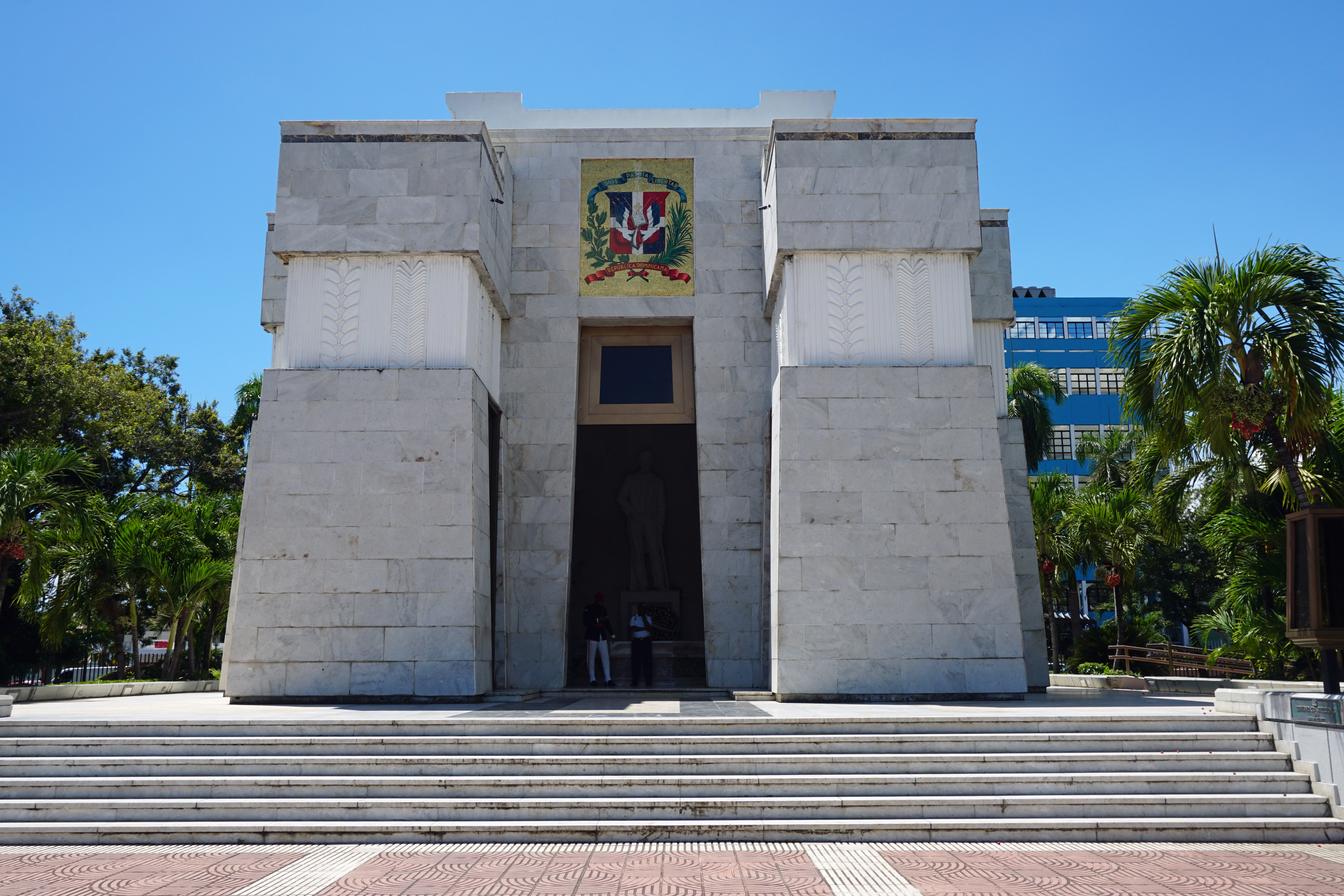
El Altar de la Patria, donde yacen los restos de los fundadores de la República Dominicana: Duarte, Sánchez y Mella.

Hoy, La Trinitaria también hace referencia a los fundadores de la República Dominicana. El uso es un juego de palabras donde el concepto de la Trinidad se superpone con el establecimiento de una nación por parte de los tres padres fundadores: Duarte, Sánchez y Mella.